# Get Low
Get Low е песен на американския хип-хоп певец и рапър Уака Флока Флейм. Издадена е на 5 юни 2012 г. като трети сингъл от втория му студен албум – „Triple F Life: Fans, Friends & Family“ (2012). Песента е продуцирана от Бой Уанда, DJ Спийди и Браян Исак и е с участието на рапърите Ники Минаж, Тайга, а в припева се включва и Фло Райда.

## Клип
Клипът към песента е заснет на 23 юли 2012 в Атланта и е режисиран от Бени Бум. Във видеото има и камео участие на рапъра Гучи Мейн. Премиерата му се състои на 31 август 2012 г. по 106 & Park. Фло Райда не участва във видеото.

## Позиции в музикалните класации
| Държава                                 | Позиция |
| --------------------------------------- | ------- |
| Канада (Canadian Hot 100)               | 8       |
| САЩ (Billboard Hot 100)                 | 72      |
| САЩ (Billboard – Hot R&B/Hip-Hop Songs) | 67      |
| САЩ (Billboard – Rap Songs)             | 25      |